# Pinguicula nevadensis
Pinguicula nevadensis är en tätörtsväxtart som först beskrevs av Harald Lindberg, och fick sitt nu gällande namn av S. Jost Casper. Pinguicula nevadensis ingår i släktet tätörter, och familjen tätörtsväxter. Inga underarter finns listade i Catalogue of Life.